# 莊梅岩
莊梅岩（英語：Candace Chong Mui Ngam，1976年9月9日—），香港女性劇作家，先後多次獲得香港舞台劇獎最佳劇本獎，於2010年獲香港藝術發展局頒發年度最佳藝術家獎（戲劇）。

## 背景
莊梅岩生於福建，因父親來自福建梅山鎮，母親來自安溪縣南岩村，二人以此為她命名為「梅岩」。莊梅岩早年在當地生活，父親是福建梨園戲導演（來到香港後轉職保安員），母親是一名小學教師（來到香港後轉職工廠員工），對下有1名比她少3歲的胞弟。她3歲時隨父母來到香港生活，定居香港島石塘咀屈地街創業中心。1989年從救恩學校下午校小六畢業後，入讀聖保羅男女中學。在校時修讀文科，以中文科的表現較佳，又參與短劇的導演兼編劇活動。她於1995年中六畢業，便基於對心理學感興趣而報讀香港中文大學社會科學院榮譽學士學位，主修心理學，至1999年完成課程（逸夫書院）。
1999年，她曾到亞洲電視當暑期撰稿員，曾參與製作《今日睇真D》。另一方面為了於同年9月到香港演藝學院進修，她特意參加創作比賽，結果獲得1999年至2000年度第26屆香港青年文學獎戲劇高級組亞軍。及至2001年取得戲劇學院編劇系深造文憑。在畢業之前，她善用暑假再次到亞洲電視當兼職撰稿員，協助製作《香港睇真D》、《尋找他鄉的故事》等節目。莊梅岩畢業未幾便於2001年底加入中英劇團，首部作品是以無國界醫生為題材的《留守太平間》。後來，莊梅岩再度進修，到英國花了1年時間修讀倫敦大學皇家霍洛威學院（Royal Holloway, University of London）戲劇碩士學位。
身為全職編劇，她先後多次獲得香港舞台劇獎最佳編劇獎，包括第十二屆、第十四屆、第十五屆、第十九屆、第二十三屆以及第二十九屆。2016年，莊梅岩為其母校聖保羅男女中學100周年校慶的百周年大滙演撰寫劇本。2017年獲ViuTV邀請，創作《短暫的婚姻》的劇本。該份劇本後被改編為舞台劇演出。。除撰寫舞台劇外，莊梅岩亦常參與劇本翻譯、改編，作品包括《Betrayal》、《The Shape of Things》和《Titus 2.0》等等，部份著作由天地圖書出版成《莊梅岩劇本集》。

## 作品
莊梅岩的作品在香港多次重演，也被翻譯成不同語言，並代表香港遠赴國外演出。首個得獎作品《留守太平間》曾赴澳門及日本作交流演出，中文版劇本獲香港教育局製作成戲劇教材套，發放到400多間中學予教師參考；英語版和日語版劇本分別收錄於美國 Theatre Without Borders 網站和日本戲劇藝術雜誌《台詞的時代》。
《法吻》被翻譯成韓語在首爾導演節演出。《找個人和我上火星》於2008年由澳門文化中心小劇院重演，且在2009年獲邀出席在台灣舉行的第七屆華文戲劇節。而《聖荷西謀殺案》於第37屆香港藝術節發表後，獲邀前往新加坡濱海藝術中心演出。莊梅岩作品包括香港歌劇院委約之原創歌劇《中山逸仙》、翻譯黃哲倫作品《Chinglish》以及香港藝術節委約之原創劇《野豬》。2014年為原創舞台劇《杜老誌》編寫劇本。
莊梅岩的舞台劇《5月35日》，2019年5月底首演，甫開售旋即在3小時內售罄，後來更宣布在7月加場。

## 獎項
- 2000年 第二十六屆香港青年文學獎戲劇高級組亞軍[22]
- 香港演藝學院友誼社獎學金及傑出編劇獎[22]
- 香港戲劇協會頒發傑出青年編劇獎[22]
- 2003年 第十二屆香港舞台劇獎最佳劇本《留守太平間》
- 2004年 獲亞洲文化協會頒發利希慎獎學金赴美遊學一年[22]
- 2005年 第十四屆香港舞台劇獎最佳劇本《找個人和我上火星》
- 2006年 第十五屆香港舞台劇獎最佳劇本《法吻》
- 2010年 第十九屆香港舞台劇獎最佳劇本《聖荷西謀殺案》
- 2010年 獲香港藝術發展局頒發年度最佳藝術家獎（戲劇）[29]
- 2012年 獲《南華早報》選為香港廿五位最具影響力的女性之一[26][30]
- 2014年 第二十三屆香港舞台劇獎最佳劇本《教授》
- 2020年 第二十九屆香港舞台劇獎最佳劇本《五月三十五》

## 資料來源
1. ↑  . 照顧者花園. 2019-06-11  [2022-01-12].
2. ↑  . Olivia Yan 甄詠蓓 Facebook專頁. 2014-09-09  [2022-01-12].
3. ↑  . 香港藝術發展局. 2010  [2022-01-12]. （原始内容存档于2022-02-14）.
4. ↑  . 香港01. 2019-06-03  [2022-01-12]. （原始内容存档于2021-07-08）.
5. 1 2 3 4 5 6 7 8 9  . 灼見名家. 2019-02-11  [2022-01-12]. （原始内容存档于2021-08-04）.
6. 1 2 3  . 明報. 2019-01-27  [2022-01-12]. 原始内容存档于2022-01-12.
7. ↑  . Medium. 2019-03-24  [2022-01-12]. （原始内容存档于2021-09-17）.
8. ↑  . 莊梅岩 Facebook公開專頁. 2021-11-20  [2022-01-12].
9. 1 2  . 香港蘋果日報. 2015-09-21  [2015-09-21]. （原始内容存档于2015-09-23）.
10. ↑  . 中大通訊第421期. 香港中文大學. 2013-08-19  [2013-08-19]. （原始内容存档于2017-10-22）.
11. ↑  . 香港中文大學. 2013-08  [2022-01-12].
12. ↑   (PDF). 香港中文大學. 2014-09  [2022-01-12]. （原始内容存档 (PDF)于2016-03-25）.
13. ↑  . 明報. 2016-11-30  [2022-01-12].
14. ↑  . 香港好工網. 2015  [2022-01-12]. （原始内容存档于2016-03-04）.
15. ↑   (PDF). 香港演藝學院: 77.   [2022-01-12]. （原始内容存档 (PDF)于2020-05-10）.
16. ↑  . 香港電台. 2000  [2022-01-12].[]
17. ↑  . 星島日報. 2001-02-12  [2022-01-12].[]
18. ↑  . 無國界醫生（香港）. 2014  [2022-01-12]. （原始内容存档于2016-10-26）.
19. ↑  . 東方日報. 2014-07-09  [2022-01-12]. （原始内容存档于2016-03-05）.
20. ↑  . 香港戲劇協會.   [2022-01-12]. （原始内容存档于2021-03-13）.
21. ↑  . 香港01. 2019-07-29  [2022-01-12]. （原始内容存档于2021-07-20）.
22. 1 2 3 4 5 6   (PDF). 香港教育局.   [2022-01-12]. （原始内容存档 (PDF)于2022-01-20）.
23. ↑  . 頭條日報. 2011-02-28  [2022-01-12].
24. ↑  . 香港電台. 2014-10-20  [2022-01-12].
25. ↑  . 澳門演藝學院.   [2022-01-12]. （原始内容存档于2021-07-24）.
26. 1 2  . 香港話劇團: 4.   [2022-01-12].
27. ↑  . 香港中文大學. 2012-03  [2022-01-12]. （原始内容存档于2020-02-24）.
28. ↑  . 明周文化. 2019-05-31  [2019-07-07]. （原始内容存档于2019-07-07） （美国英语）.
29. ↑   (PDF). 香港演藝學院. 2019-07  [2022-01-12]. （原始内容存档 (PDF)于2022-03-20）.
30. ↑  . 南華早報.   [2022-01-12]. （原始内容存档于2022-02-07） （英语）.

## 外部連結
- 莊梅岩的Facebook專頁